# Liste des cours d'eau de l'Amapá
Liste des principaux cours d'eau de l'État de l'Amapá, au Brésil.
- Rio Amapá Grande
- Rio Amapari
- Rio Amazonas
- Rio Apurema
- Rio Araguari

- Rio Cassiporé
- Rio Calçoene
- Rio Cuc
- Rio Culari
- Rio Cunani
- Rio Curapi

- Rio Flexal

- Rio Gurijuba

- Rio Iaué
- Rio Iratapuru

- Rio Jari

- Rio Matapi
- Rio Maracá
- Rio Maracapí
- Rio Mutuacá

- Rio Noucouru

- Rio Oiapoque

- Rio Pedreira

- Rio Tartarugal Grande
- Rio Tartarugalzinho

- Rio Uaçá

- Rio Vila Nova

## Carte détaillée
Carte (N.B. : La localisation des municipalités Laranjal do Jari et Vitória do Jari ont été inversées).